# Solenostomus leptosoma

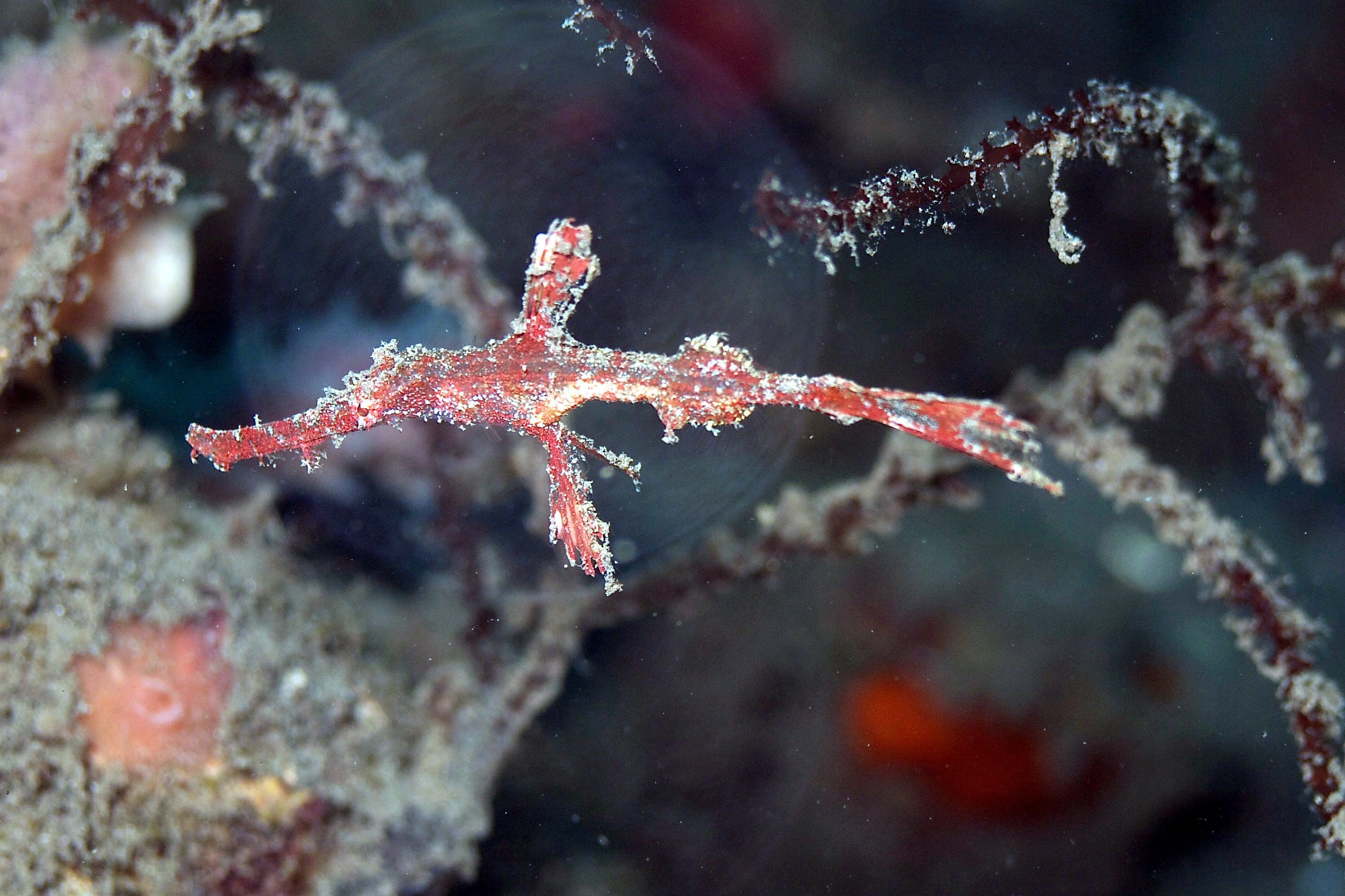
Ejemplar rojizo en Sorong, Indonesia

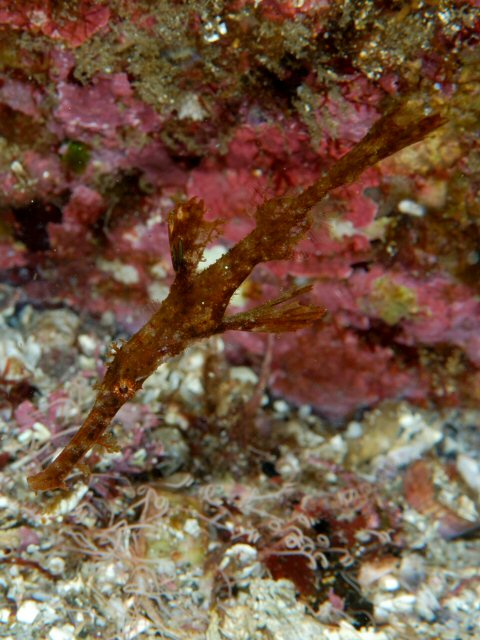
Ejemplar marrón de S. leptosoma

Solenostomus leptosoma es una especie de pez singnatiforme de la familia Solenostomidae.
Se denomina comúnmente pez pipa fantasma delicado. Están emparentados con los caballitos de mar y los peces pipa.
Tiene la capacidad de adaptar su coloración al entorno, como estrategia de camuflaje, lo que unido a su forma de nadar, dejándose llevar por la corriente, flotando verticales al fondo, suponen adaptaciones de una cripsis que lo hace pasar inadvertido para sus predadores. 

## Morfología
Tienen la boca en forma de tubo, de complexión robusta relativamente, y la cabeza en horizontal con el cuerpo, que es relativamente corto y comprimido. La región de la cabeza, incluido el hocico, representa un tercio del tamaño total. 
• Tienen 5 espinas y entre 18-21 radios blandos dorsales, sin espinas anales y entre 18-21 radios blandos anales.
• Las hembras tienen una bolsa incubadora entre sus grandes aletas ventrales. 
• La hembra localizada de mayor tamaño alcanza 100 mm de longitud total. Los machos son notablemente más pequeños, entre un 30 y un 40%.
• Su coloración es de rojiza a marrón, aunque la misma recubre la totalidad del animal, del hocico a la aleta caudal. Están salpicados de manchas oscuras y/o puntos blancos.

## Reproducción
Son ovovivíparos. La hembra transporta los huevos en una bolsa incubadora entre sus aletas ventrales, que están modificadas para esta función. Cuando eclosionan, surgen individuos perfectamente formados, transparentes, de unos 3 mm, que permanecen bastante tiempo en estado pelágico, hasta que casi alcanzan el tamaño adulto, lo que contribuye a su dispersión. 

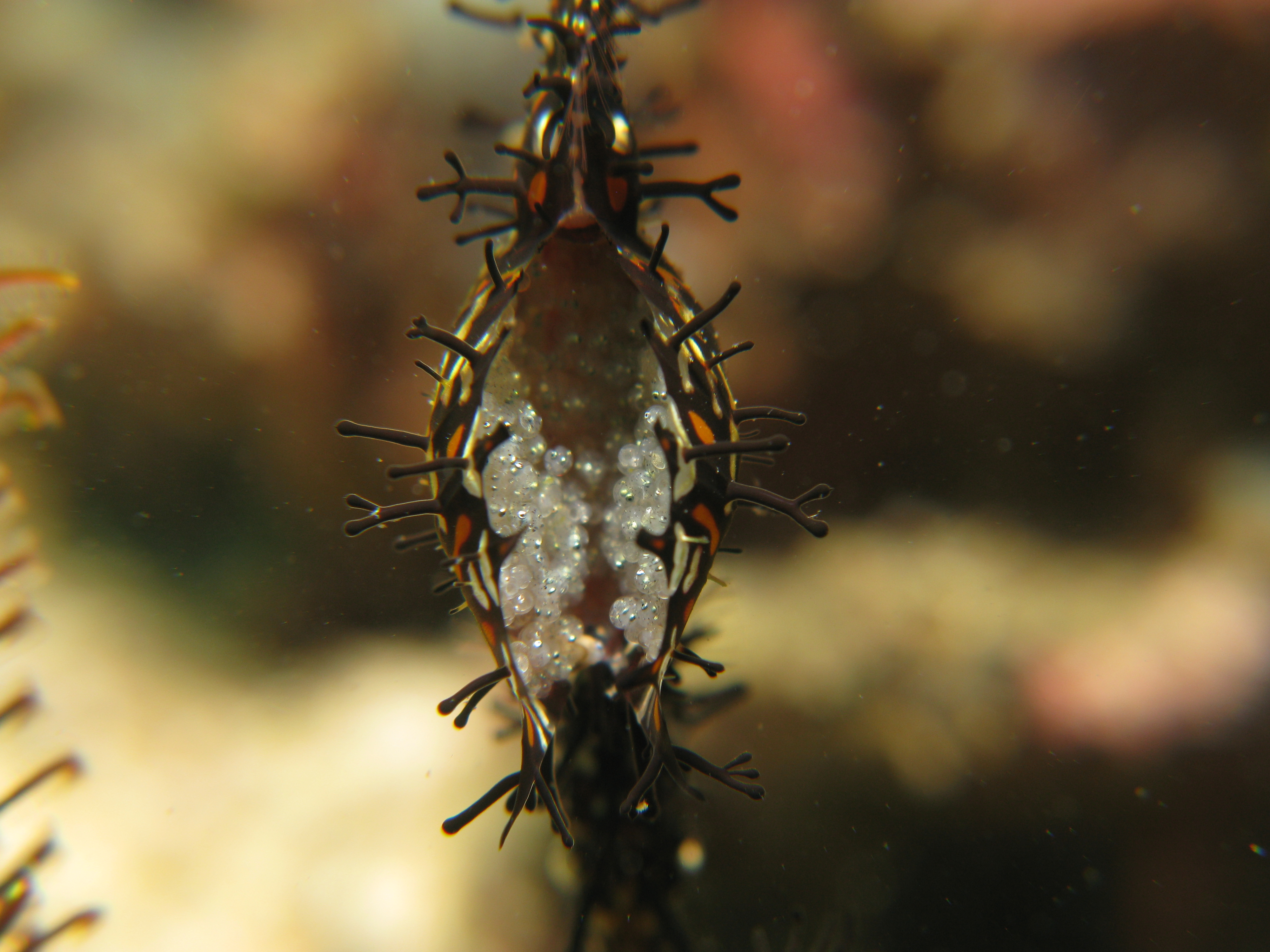
Bolsa incubadora entre las aletas ventrales de una hembra S. paradoxus
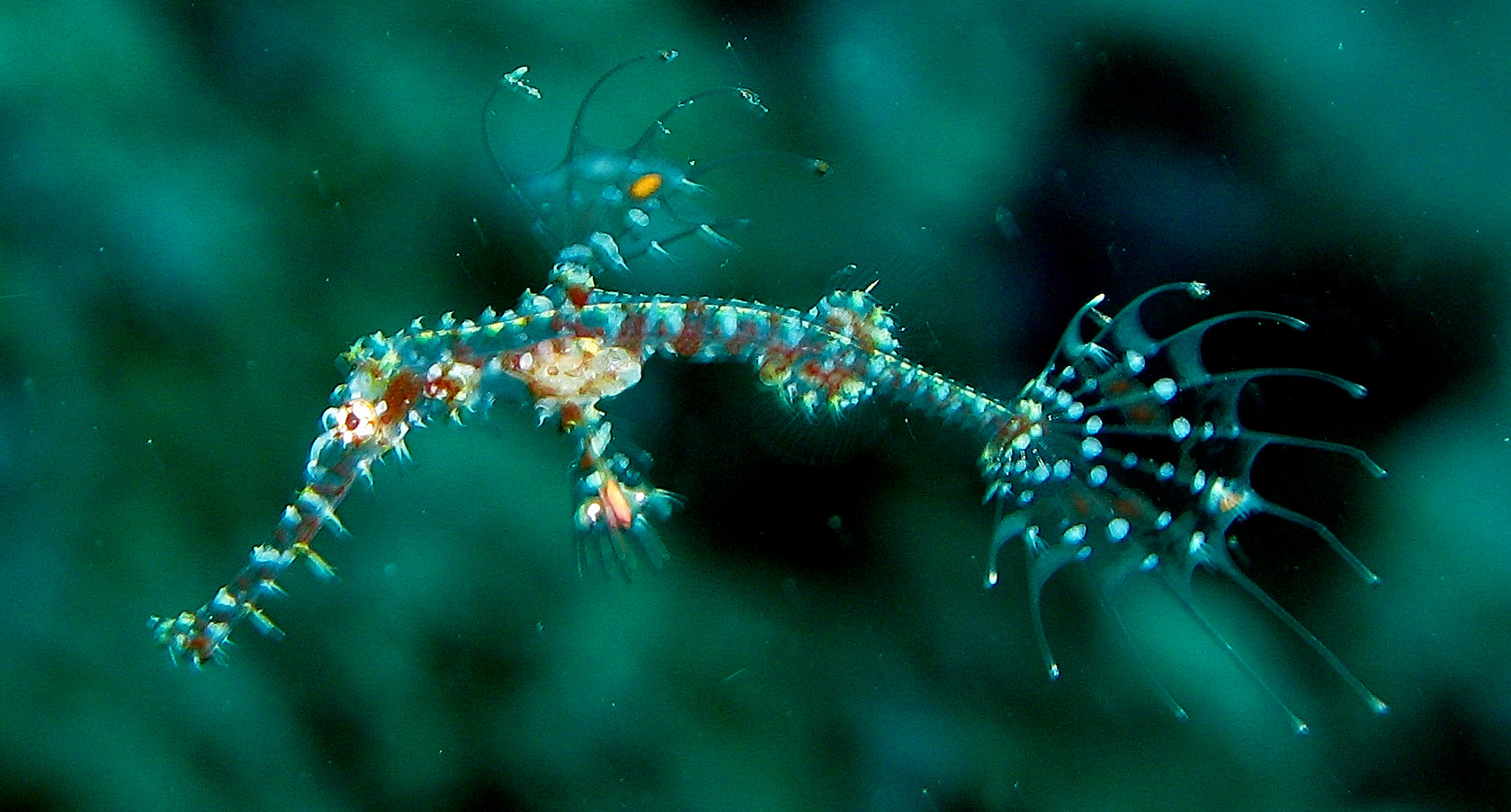
Ejemplar post-pelágico de S. paradoxus

## Hábitat y comportamiento
Especie de clima tropical, y asociada a los arrecifes de coral, praderas de algas y fondos blandos , en aguas interiores protegidas. Normalmente se les ve en los extremos de los arrecifes, bordeando parches de arena. Es una especie mayoritariamente pelágica, que se asienta en el sustrato para procrear.
Su rango de profundidad se extiende desde los 0 hasta los 15 metros.

## Distribución geográfica
Se encuentran en aguas tropicales del Indo-Pacífico, desde Mauricio hasta Australia.
Está presente en Australia, Indonesia, Japón y Mauricio.

## Conservación
La especie no está evaluada por la Lista Roja de Especies Amenazadas. En Australia está protegida por el Acta Federal de 1999 para la Protección Medioambiental y la Conservación de la Biodiversidad.